# 本郷町 (横手市)
本郷町（ほんごうちょう）は、秋田県横手市の町丁。郵便番号は013-0034。人口は225人、世帯数は99世帯（2020年10月1日現在）。丁目の設定のない単独町名で、全域で住居表示を実施している。旧横手市前郷の一部に相当する。

## 地理
横手地域の中央部に位置し、東で大沢、西で平和町、南で前郷、北で旭川と隣接する。南端を旧平和街道が通り、東端近くを北流する横手川には本郷橋が架かる。南端をJR北上線が東西に横断しており、西端の県道272号御所野安田線は前郷跨線橋で北上線を跨ぐ。
平和街道以北は本郷第一地区土地区画整理事業の事業区域に含まれており、旧来は平和街道沿いのみにあった住宅が、北部の水田地帯だった場所にも広がっている。
全域が都市計画区域に含まれるが、区域区分非設定区域となっている。都市計画法上の用途地域では全域が第一種住居地域に指定されている。

## 歴史

### 町名の変遷
町名の変遷は以下の通りである。特記のないものはすべて住居表示実施に伴う変更。
| 実施後 | 実施年月日               | 実施前                   |
| ------ | ------------------------ | ------------------------ |
| 本郷町 | 1976年（昭和51年）4月1日 | 前郷字田名子谷地（一部） |
| 本郷町 | 1976年（昭和51年）4月1日 | 前郷字本郷（一部）       |
| 本郷町 | 1976年（昭和51年）4月1日 | 前郷字上在家（一部）     |

2005年（平成17年）10月1日に横手市が発足、同日より町名の読み方が「ほんごうまち」から「ほんごうちょう」へと変更された。

## 世帯数と人口
2020年（令和2年）10月1日現在の世帯数と人口は以下の通りである。
| 町丁   | 世帯数 | 人口  |
| ------ | ------ | ----- |
| 本郷町 | 99世帯 | 225人 |

### 人口・世帯数の推移
以下は国勢調査による1995年（平成7年）以降の人口の推移。
| 年                 | 人口 |
| ------------------ | ---- |
| 1995年（平成7年）  | 368  |
| 2000年（平成12年） | 322  |
| 2005年（平成17年） | 290  |
| 2010年（平成22年） | 257  |
| 2015年（平成27年） | 264  |
| 2020年（令和2年）  | 225  |

以下は国勢調査による1995年（平成7年）以降の世帯数の推移。
| 年                 | 世帯数 |
| ------------------ | ------ |
| 1995年（平成7年）  | 126    |
| 2000年（平成12年） | 109    |
| 2005年（平成17年） | 104    |
| 2010年（平成22年） | 91     |
| 2015年（平成27年） | 100    |
| 2020年（令和2年）  | 99     |

## 小・中学校の学区
市立小・中学校に通う場合、学区（校区）は以下の通りとなる。
| 番地 | 小学校               | 中学校               |
| ---- | -------------------- | -------------------- |
| 全域 | 横手市立横手南小学校 | 横手市立横手南中学校 |

## 交通

### 鉄道
町の南端を北上線が通っているが、駅はない。最寄り駅は■奥羽本線、■北上線の横手駅。

### 道路
- 秋田県道272号御所野安田線
- 旧平和街道

## 施設
- 三峰山神社（6番10号）[16]
祭神：伊邪那岐大神・伊邪那美大神、祭日：9月19日[16]
伝承によれば、現在神社が建つ場所には、もとは栗の巨木が生い茂る林であったとされる。ある日、「お市」と呼ばれる女性が栗を拾いに訪れたところ、狼がその様子を見守っていた。お市は恐怖のあまりその場から逃げ出し、この出来事から狼は栗林を守護する存在と考えられるようになったという。これを受けて、嘉永年間に高島家の先祖と他2名が、秩父の三峰山神社（三峯神社）から分霊を受け、この地に祀ったと伝えられている[16]。
- 常徳寺（5番28号）[17]
山号：仏眼山、宗派：日蓮宗、本尊：釈迦牟尼仏[17]
仙北郡六郷町（現在の美郷町）にある善澄寺の分流として、寛永年間に祐転が草創したと伝えられるが、文政年間と1939年（昭和14）年の火災により史料が焼失しており、詳細は不明である[17]。